# Primera División (Chile) 2012 Clausura
Die Clausura der Primera División 2012, auch unter dem Namen Campeonato Nacional Clausura Petrobras 2012 bekannt, war die 91. Spielzeit der Primera División, der höchsten Spielklasse im Fußball in Chile. Die Saison begann am 6. Juli und endete am 9. Dezember.
Die Saison wurde wie bereits in den Vorjahren in zwei eigenständige Halbjahresmeisterschaften, der Apertura und Clausura, unterteilt.
Die Meisterschaft gewann das Team von CD Huachipato, das sich im Finale gegen Unión Española durchsetzen konnte. Für den Klub aus der Region Biobío war es der 2. Meisterschaftstitel, der sich neben dem punktbesten Team der Gesamttabelle Deportes Iquique damit gleichzeitig für die Copa Libertadores 2013 qualifizierte. Apertura-Meister CF Universidad de Chile war bereits für die Copa Libertadores qualifiziert.
Anhand der Gesamttabelle stiegen Deportes La Serena und Unión San Felipe direkt ab. Über die Relegations-Playoffs musste auch CD Universidad de Concepción den Gang in die zweite Liga antreten.

## Modus
Die 18 Teams spielen einmalig jeder gegen jeden. Die ersten acht Teams der Tabelle qualifizieren sich für die Finalrunde.
Die Finalrunde findet im K.-o.-System mit Hin- und Rückspiel statt. Sieger ist das Team mit mehr Toren in beiden Spielen. Bei Torgleichstand gilt die Platzierung der Ligaphase. Für die Copa Libertadores qualifizieren sich die beiden Meister sowie das punktbeste Team der Gesamttabelle. Zwei Absteiger werden am Ende der Clausura anhand der Gesamttabelle aus Apertura und Clausura ermittelt. Die beiden letzten Vereine steigen direkt ab. Die beiden Teams auf Platz 15 und 16 der Gesamttabelle spielen Relegations-Playoffs gegen die qualifizierten Zweitligisten.

## Teilnehmer
Die Absteiger der Vorsaison Deportivo Ñublense und CD Santiago Morning wurden durch die Aufsteiger aus der Primera B Deportes Antofagasta und Rangers de Talca ersetzt. Folgende Vereine nahmen daher an der Meisterschaft 2012 teil:
| Mannschaft                | Stadt             | Stadion                                      | Kapazität |
| ------------------------- | ----------------- | -------------------------------------------- | --------- |
| Deportes Antofagasta      | Antofagasta       | Estadio Regional de Antofagasta              | 26.339    |
| Audax Italiano            | Santiago de Chile | Estadio Bicentenario Municipal de La Florida | 12.000    |
| CD Cobreloa               | Calama            | Estadio Zorros del Desierto                  | 20.180    |
| CD Cobresal               | El Salvador       | Estadio El Cobre                             | 20.752    |
| CSD Colo-Colo             | Santiago de Chile | Estadio Monumental                           | 45.000    |
| Deportes La Serena        | La Serena         | Estadio La Portada                           | 15.000    |
| CD Huachipato             | Talcahuano        | Estadio CAP                                  | 10.500    |
| CD O’Higgins              | Rancagua          | Estadio El Teniente                          | 15.450    |
| Rangers de Talca          | Talca             | Estadio Fiscal de Talca                      | 08.324    |
| CD Palestino              | Santiago de Chile | Estadio Municipal de La Cisterna             | 08.000    |
| Deportes Iquique          | Iquique           | Estadio Tierra de Campeones                  | 12.000    |
| Santiago Wanderers        | Valparaíso        | Estadio Elías Figueroa Brander               | 18.500    |
| Universidad Católica      | Santiago de Chile | Estadio San Carlos de Apoquindo              | 13.000    |
| Universidad de Chile      | Santiago de Chile | Estadio Nacional de Chile                    | 49.000    |
| Universidad de Concepción | Concepción        | Estadio Municipal de Concepción              | 29.000    |
| Unión Española            | Santiago de Chile | Estadio Santa Laura                          | 19.000    |
| Unión La Calera           | La Calera         | Estadio Municipal Nicolás Chahuán Nazar      | 10.000    |
| Unión San Felipe          | San Felipe        | Estadio Municipal Javier Muñoz Delgado       | 10.000    |

## Ligaphase
| Pl.                                | Verein                    | Sp. | S | U | N | Tore    | Diff. | Punkte |
| ---------------------------------- | ------------------------- | --- | - | - | - | ------- | ----- | ------ |
| 1.                                 | CSD Colo-Colo             | 17  | 9 | 6 | 2 | 032:140 | +18   | 33     |
| 2.                                 | Universidad de Chile (M)  | 17  | 9 | 6 | 2 | 032:200 | +12   | 33     |
| 3.                                 | CD Palestino              | 17  | 9 | 3 | 5 | 022:180 | +4    | 30     |
| 4.                                 | Deportes Iquique          | 17  | 9 | 3 | 5 | 024:270 | −3    | 30     |
| 5.                                 | Rangers de Talca (N)      | 17  | 8 | 6 | 3 | 027:190 | +8    | 30     |
| 6.                                 | CD Huachipato             | 17  | 7 | 4 | 6 | 023:210 | +2    | 25     |
| 7.                                 | Unión Española            | 17  | 7 | 3 | 7 | 028:270 | +1    | 24     |
| 8.                                 | Audax Italiano            | 17  | 6 | 5 | 6 | 029:260 | +3    | 23     |
| 9.                                 | Universidad Católica      | 17  | 6 | 5 | 6 | 024:230 | +1    | 23     |
| 10.                                | CD Cobresal               | 17  | 5 | 7 | 5 | 022:240 | −2    | 22     |
| 11.                                | Unión San Felipe          | 17  | 6 | 3 | 8 | 019:210 | −2    | 21     |
| 12.                                | CD Cobreloa               | 17  | 6 | 2 | 9 | 023:240 | −1    | 20     |
| 13.                                | Deportes Antofagasta (N)  | 17  | 6 | 2 | 9 | 026:290 | −3    | 20     |
| 14.                                | CD O’Higgins              | 17  | 5 | 5 | 7 | 022:270 | −5    | 20     |
| 15.                                | Santiago Wanderers        | 17  | 4 | 7 | 6 | 027:280 | −1    | 19     |
| 16.                                | Universidad de Concepción | 17  | 3 | 6 | 8 | 017:280 | −11   | 15     |
| 17.                                | Unión La Calera           | 17  | 2 | 9 | 6 | 011:180 | −7    | 15     |
| 18.                                | Deportes La Serena        | 17  | 2 | 6 | 9 | 020:330 | −13   | 12     |
| Quelle: rsssf.org, Stand: Endstand |                           |     |   |   |   |         |       |        |

| (M) | Vorjahresmeister | (N) | Aufsteiger |

## Finalrunde

### Viertelfinale
|                  | Gesamt |                         | Hinspiel | Rückspiel |
| ---------------- | ------ | ----------------------- | -------- | --------- |
| Audax Italiano   | 0:4    | CSD Colo-Colo           | 0:2      | 5:4       |
| Unión Española   | 4:1    | CF Universidad de Chile | 0:0      | 1:4       |
| CD Huachipato    | 3:2    | CD Palestino            | 1:1      | 2:1       |
| Rangers de Talca | 2:0    | Deportes Iquique        | 1:0      | 1:0       |

### Halbfinale
|                | Gesamt |                  | Hinspiel | Rückspiel |
| -------------- | ------ | ---------------- | -------- | --------- |
| Unión Española | 5:1    | CSD Colo-Colo    | 3:1      | 2:0       |
| CD Huachipato  | 2:1    | Rangers de Talca | 1:0      | 1:1       |

### Finale
Das Hinspiel fand am 5. Dezember, das Rückspiel am 9. Dezember statt.
|                | Gesamt          |               | Hinspiel | Rückspiel |
| -------------- | --------------- | ------------- | -------- | --------- |
| Unión Española | 4:4 (2:3 i. E.) | CD Huachipato | 3:1      | 1:3       |

Mit dem Erfolg gewann CD Huachipato seinen 2. Meisterschaftstitel.

## Beste Torschützen
| Rang | Spieler              | Klub                         | Tore |
| ---- | -------------------- | ---------------------------- | ---- |
| 1    | Sebastián Sáez       | Audax Italiano               | 13   |
| 2    | Sebastián Jaime      | Unión Española               | 12   |
|      | Carlos Muñoz         | CSD Colo-Colo                | 12   |
| 4    | Miguel Ángel Cuéllar | CD Cobresal                  | 11   |
| 5    | Diego Chaves         | CD Palestino                 | 10   |
|      | Patricio Rubio       | Unión Española               | 10   |
| 7    | Milton Caraglio      | Rangers de Talca             | 8    |
|      | César Cortés         | CD Huachipato                | 8    |
|      | Braian Rodríguez     | CD Huachipato                | 8    |
|      | Gabriel Vargas       | CD Universidad de Concepción | 8    |

## Gesamttabelle
| Pl.                                | Verein                    | Sp. | S  | U  | N  | Tore    | Diff. | Punkte |
| ---------------------------------- | ------------------------- | --- | -- | -- | -- | ------- | ----- | ------ |
| 1.                                 | Universidad de Chile (M)  | 34  | 22 | 7  | 5  | 076:340 | +42   | 73     |
| 2.                                 | Deportes Iquique          | 34  | 19 | 8  | 7  | 054:410 | +13   | 65     |
| 3.                                 | CSD Colo-Colo             | 34  | 16 | 11 | 7  | 054:350 | +19   | 59     |
| 4.                                 | CD O’Higgins              | 34  | 16 | 7  | 11 | 053:420 | +11   | 55     |
| 5.                                 | Universidad Católica      | 34  | 14 | 11 | 9  | 055:400 | +15   | 53     |
| 6.                                 | Unión Española            | 34  | 15 | 6  | 13 | 066:560 | +10   | 51     |
| 7.                                 | CD Palestino              | 33  | 14 | 5  | 14 | 036:440 | −8    | 47     |
| 8.                                 | Rangers de Talca (N)      | 34  | 13 | 9  | 12 | 044:440 | ±0    | 48     |
| 9.                                 | CD Huachipato             | 34  | 13 | 9  | 12 | 048:490 | −1    | 48     |
| 10.                                | CD Cobreloa               | 34  | 11 | 11 | 12 | 042:490 | −7    | 44     |
| 11.                                | Audax Italiano            | 34  | 11 | 10 | 13 | 053:580 | −5    | 43     |
| 12.                                | CD Santiago Wanderers     | 34  | 10 | 9  | 15 | 055:580 | −3    | 39     |
| 13.                                | Unión La Calera           | 34  | 8  | 15 | 11 | 032:360 | −4    | 39     |
| 14.                                | Deportes Antofagasta (N)  | 34  | 10 | 7  | 17 | 036:360 | ±0    | 37     |
| 15.                                | Universidad de Concepción | 34  | 8  | 12 | 14 | 040:550 | −15   | 36     |
| 16.                                | CD Cobresal               | 34  | 8  | 11 | 15 | 039:640 | −25   | 35     |
| 17.                                | Unión San Felipe          | 34  | 8  | 10 | 16 | 031:420 | −11   | 34     |
| 18.                                | Deportes La Serena        | 34  | 7  | 10 | 17 | 044:660 | −22   | 31     |
| Quelle: rsssf.org, Stand: Endstand |                           |     |    |    |    |         |       |        |

| (M) | Vorjahresmeister |
| (N) | Aufsteiger       |

## Relegations-Playoffs
|                  | Gesamt |                               | Hinspiel | Rückspiel |
| ---------------- | ------ | ----------------------------- | -------- | --------- |
| Everton (2)      | 4:0    | Universidad de Concepción (1) | 3:0      | 1:0       |
| AC Barnechea (2) | 3:4    | CD Cobresal (1)               | 3:1      | 0:3       |

Damit bleiben alle Relegationsteilnehmer in ihren jeweiligen Ligen